# Рудзец
Рудзец (пол. Rudziec) — польский дворянский герб.

## Описание
В щите с серебряной окраиной в голубом поле внизу золотая чаша, которой достигает головой золотой уж, в столб, сопровождаемый пятью золотыми пчелами.
Щит увенчан дворянскими шлемом и короной. Нашлемник: пять страусовых перьев. Намёт на щите красный, подложенный серебром.

## Герб используют
Адам Рудницкий, г. Рудзец, доктор медицины, медицинский референт в комиссии внутренних прав, жалован 30.01.1828 (20.12.1827) дипломом на потомственное дворянское достоинство Царства Польского.